# Brestov (hrad)
Brestov byl hrad na Slovensku, který se nacházel u obce Brestov. Z původního hradu se zachovaly už jen archeologické zbytky objevené v roce 1975.

## Historie
Postaven byl pravděpodobně nejdříve v druhé polovině 13. století a zanikl v 14. století.

## Exteriér
Hrádek Brestov byl postaven na ploše asi 20×8 m a byl obehnán zemním valem a příkopem. Na jihozápadní straně byla plošina 10×6 m, která sloužila pravděpodobně na osazení mostu přes příkop.